# Pétros Protopapadákis
Pétros Protopapadákis (Πέτρος Πρωτοπαπαδάκης), né en 1860 à Naxos et mort le 28 novembre 1922 à Goudi, est un ingénieur et un homme politique grec. 

## Biographie
Pétros Protopapadákis fait ses études à l'université d'Athènes puis à Paris.
À son retour en Grèce, il enseigne jusqu'en 1890 avant d'être désigné pour la construction du canal de Corinthe. Ensuite, il est chargé de la construction de plusieurs lignes ferroviaires.
Il entre en politique en 1902, est nommé ministre des finances dans plusieurs gouvernements et devient Premier ministre de Grèce le 9 mai 1922. 
C'est au cours de son mandat que l'armée grecque s'écroule lors de la guerre gréco-turque. Protopapadákis est jugé responsable de la Grande catastrophe lors du procès des Six et est exécuté à Goudi au matin du 28 novembre 1922, tout comme Dimitrios Gounaris, un autre Premier ministre grec.